# Mario Tassone
Mario Tassone (Castrovillari, 8 agosto 1943) è un politico italiano, esponente dei Cristiani Democratici Uniti, di cui è stato presidente nazionale dal 1998 al 2002.
È stato sottosegretario di Stato alla Presidenza del Consiglio dei ministri con delega agli interventi nel Mezzogiorno nel governo Fanfani V, sottosegretario di Stato al Ministero dei lavori pubblici nei governi Craxi I, Craxi II e Fanfani VI e viceministro delle infrastrutture e dei trasporti nei governi Berlusconi II e Berlusconi III.

## Biografia
Nato a Castrovillari (Cosenza), si è laureato in giurisprudenza, diventando avvocato ed è stato segretario del Consorzio di istruzione tecnica di Catanzaro.
La sua esperienza politica inizia negli anni settanta all'interno della Democrazia Cristiana (DC), che lo elegge deputato alla Camera sin dal 1976 e ininterrottamente per le successive legislature.
Fino al 1992, alla Camera, ha fatto parte della Commissione difesa e agricoltura e della Delegazione parlamentare italiana all'Assemblea della Conferenza per la sicurezza e la cooperazione in Europa, ed è stato segretario del Comitato parlamentare per i servizi di informazione e sicurezza e per il segreto di Stato.
In seguito alla nascita del primo governo Craxi tra le forze politiche che costituivano il pentapartito (DC, PSI, PRI, PSDI, PLI), il 9 agosto 1983 divenne Sottosegretario di Stato al Ministero dei Lavori Pubblici, affiancando il ministro Franco Nicolazzi prima e Giuseppe Zamberletti poi, venendo riconfermato nei successivi esecutivi governo Craxi II e governo Fanfani VI, mantenendo l'incarico di sottosegretario fino al 28 luglio 1987.

### PPI e CDU
Nel 1994, con lo scioglimento della DC, aderisce alla rinascita del Partito Popolare Italiano (PPI) di Mino Martinazzoli, assumendo il ruolo di capo della segreteria politica di Rocco Buttiglione. Ma nel 1995 fu uno dei maggiori protagonisti della lunga guerra che si sviluppò all'interno del PPI tra Gerardo Bianco (favorevole ad un'alleanza con L'Ulivo di Romano Prodi) e Buttiglione (favorevole ad un'alleanza con Forza Italia di Silvio Berlusconi), a cui ne segue la scissione di Buttiglione, aderendo alla sua nuova formazione politica dei Cristiani Democratici Uniti (CDU), dove riprende l'incarico di capo della segreteria politica.

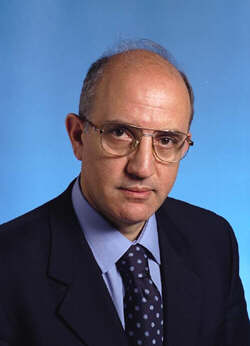
Mario Tassone rieletto alla Camera nel 1996

Alle elezioni politiche del 1996 viene rieletto alla Camera dei deputati, nella quota proporzionale per la lista CCD-CDU nella circoscrizione Calabria. Nella XIII legislatura della Repubblica, oltre a far parte dell'ufficio di presidenza della Camera come segretario, riveste il ruolo di vice-capogruppo del gruppo parlamentare "Centro Cristiano Democratico", che riuniva il CDU con il Centro Cristiano Democratico (CCD) di Pier Ferdinando Casini.
Nel 1998 aderisce, assieme al CDU di Buttiglione di cui nel frattempo era stato eletto presidente, all'Unione Democratica per la Repubblica (UDR) del Presidente emerito della Repubblica Francesco Cossiga, che raccoglie anche i Cristiani Democratici per la Repubblica di Clemente Mastella, Socialdemocrazia Liberale Europea di Enrico Ferri e diversi transfughi di Forza Italia e Alleanza Nazionale. Ma l'UDR termina la propria esperienza dopo circa un anno, così Buttiglione ricostituisce il CDU, a cui Tassone aderisce e riprende il ruolo di presidente del partito.

### Viceministro delle Infrastrutture e dei Trasporti
Alle elezioni politiche del 2001 viene eletto alla Camera, col sistema maggioritario in un collegio uninominale calabrese per la coalizione della Casa delle Libertà in quota Biancofiore, una lista elettorale centrista guidata da Pier Ferdinando Casini alla quale aderì il CCD di quest'ultimo e il CDU di Buttiglione.
Nella formazione del secondo governo guidato da Silvio Berlusconi, viene nominato viceministro di Pietro Lunardi alle Infrastrutture e Trasporti, incarico nel quale viene confermato anche nel passaggio dal secondo al terzo governo Berlusconi dopo il tracollo della Casa delle Libertà alle elezioni regionali del 2005.
Dirigente di spicco dell'UDC, in seguito alle dimissioni di Marco Follini dalla carica di segretario nazionale nell'ottobre 2005, Tassone è uno dei favoriti alla successione, ma invece gli succede a Follini il suo capo della segreteria politica, nonché europarlamentare Lorenzo Cesa, ottenendo invece la nomina a vicesegretario del partito.

### Deputato e vice-capogruppo dell'UDC
Viene rieletto deputato nelle politiche del 2006 e del 2008 per le liste dell'UDC in Calabria. Nel 2012, con l'elezione di Gian Luca Galletti a capogruppo, divenne vice-capogruppo e delegato d'aula dell'UDC alla Camera.
Dopo un'intervista a Radio 24, in cui affermava di considerare modesto il vitalizio da parlamentare di 6.800 euro mensili, è stato al centro di un caso giornalistico. Tassone ha commentato che si trattava di una battuta polemica, stante l'atteggiamento incalzante della giornalista, e comunque, pur ritenendo l'indennità consistente, la stessa restava e resta sempre inferiore agli emolumenti di molti giornalisti e, sicuramente, di dirigenti e amministratori di aziende pubbliche e a partecipazione pubblica.
In vista delle elezioni politiche del 2013, viene escluso dalle liste dell'UdC da Pier Ferdinando Casini.

### Il nuovo CDU
Il 14 marzo 2014, dopo il IV Congresso dell'UDC, lascia il partito e fonda assieme a Ivo Tarolli il Nuovo CDU, di ispirazione democratico-cristiano con l'intenzione di riprendere il discorso politico interrotto dal CDU di Buttiglione, divenendone segretario. Alle elezioni regionali in Calabria del novembre dello stesso anno il Nuovo CDU sostiene il candidato di centro-sinistra Mario Oliverio, che vinse le elezioni, ma con poco più dell'1,5% (12.004 voti) non ottenne alcun seggio in Consiglio regionale Calabria.
In vista del referendum costituzionale sulla riforma Renzi-Boschi, il 1º marzo 2016 costituisce a Roma, assieme ad altri parlamentari (ex e non), il Comitato Popolare per il NO che si schiera per il "No", e sostenne la relativa alla campagna elettorale.
Il 19 dicembre 2017 il Nuovo CDU di Tassone, insieme a Direzione Italia di Raffaele Fitto, gli scissionisti di Alternativa Popolare come Enrico Costa e Maurizio Lupi, Scelta Civica di Enrico Zanetti e Cantiere Popolare di Saverio Romano, partecipa alla lista elettorale "Noi con l'Italia", per fare la cosiddetta "quarta gamba" della coalizione di centro-destra in vista delle imminenti elezioni politiche del 4 marzo 2018.
Alle elezioni regionali nel Lazio del 2018 il partito di Tassone sostiene il candidato di centro-destra Stefano Parisi, ex direttore di Confindustria.
Alle elezioni europee del 2019 Tassone presenta alcuni candidati tra le liste di Popolari per l'Italia di Mario Mauro.